# Su Friedrich
Su Friedrich (* 12. Dezember 1954) ist eine US-amerikanische Avantgarde-Filmerin, Regisseurin, Produzentin, Autorin und Kamerafrau. Sie gilt als eine der wichtigsten zeitgenössischen Experimentalfilmerinnen, als Pionierin des feministischen Films und des Queer Cinema. Friedrich ist als Professorin an der Princeton University tätig.

## Leben
Su Friedrich wurde 1954 in New Haven, Connecticut, USA geboren. Ihre Mutter, Lore Bucher, war in Deutschland aufgewachsen und mit Sus Vater Paul, der als amerikanischer Soldat in Deutschland stationiert war, in die USA eingereist.
Friedrich besuchte die University of Chicago (1971–72) und das Oberlin College (1972–1975) in den USA, wo sie den Bachelor of Arts in Kunst und Kunstgeschichte erwarb. Anschließend reiste sie ein halbes Jahr durch Nord- und Westafrika und dokumentierte ihre Erlebnisse fotografisch. 1976 zog sie nach New York, um ihre Arbeit als Fotojournalistin und Kunstfotografin fortzusetzen.
Zum Film kam Su Friedrich eher als Autodidaktin, nachdem sie 1977 einen dreitägigen Super-8-Filmkurs besucht hatte. Das Handwerk erlernte sie durch Kurse und Selbststudium am Millennium, einem 1966 von dem Underground-Filmpionier Ken Jacobs gegründeten Zentrum für Low-Budget- und Experimentalfilmschaffende in New York. Sie verkaufte ihre Dunkelkammer und arbeitete mit Super 8, dann mit 16 mm, ab 2004 mit Digital-Video.
Friedrich lebt im Stadtteil Brooklyn in New York und arbeitet als Professorin am Center for the Creative and Performing Arts der Princeton University, wo sie seit 1998 Film- und Videoproduktion lehrt. Ihren ersten Film Hot Water drehte sie 1978. Mittlerweile hat sie mehr als 25 Filme und Videos produziert und meist dabei auch Regie geführt.

## Filmisches Werk
Seit Beginn ihrer Arbeit in den späten 1970er Jahren gilt Su Friedrich als Führungsfigur des Avantgarde-Films und als treibende Kraft bei der Etablierung des Queer Cinema. Friedrich kombinierte den klassischen narrativen Film mit Elementen von Dokumentar- und Experimentalfilm und erzeugte auf diese Weise neuartige Erzähl- und Sichtweisen. Die Filme pendeln zwischen verschiedenen Medien, Formaten und Sprechweisen.
Thematisch bewegt Friedrich sich zwischen Persönlichem und Politischem: von autobiografischen Studien über ihre katholische Familie bis zur Untersuchung gesellschaftlicher Vorstellungen von Identität. Häufig geht es um Machtstrukturen, Sexualität, konventionelle Frauenrollen sowie über Homosexualität beziehungsweise lesbische Identität.
Su Friedrichs Werke wurde in zahlreiche künstlerische Sammlungen aufgenommen wie etwa die des Museum of Modern Art, des Art Institute of Chicago, der Cinematek (Königliches Belgisches Filmarchiv), des Centre Pompidou in Paris und der National Library of Australia. Ihr gesamtes filmisches Werk samt Originalmaterial befindet sich im Filmarchiv der Academy of Motion Picture Arts and Sciences in Los Angeles.
In mehr als 26 Retrospektiven wurden Su Friedrichs Filme in den USA, Kanada und Europa gezeigt, unter anderem im Whitney Museum of American Art, beim Rotterdam International Film Festival, beim Stadtkino Wien, der Cinematheque Vancouver und dem National Film Theater in London. Im deutschsprachigen Raum liefen ihre Filme auf internationalen Festivals wie der Berlinale; dem Frauenfilmfestival in Köln/Dortmund; dem Museum für Moderne Kunst in Frankfurt; der Documenta in Kassel; der Viennale in Wien, Österreich sowie in anderen Städten.
Su Friedrich arbeitet multimedial und engagiert sich für mehr Sichtbarkeit von Frauen und Afro-Amerikanern in der Filmproduktion. So produzierte sie beispielsweise 2018 Edited By, eine Website, die 206 weibliche Filmproduzierende mit Texten, Fotos, Postern und Filmen vorstellt. Mit einem Team erarbeitete sie 2020 eine weitere Website zur Würdigung des afroamerikanischen Filmemachers William Greaves, ein Dokumentarfilmer, dessen Werk die Geschichte afroamerikanischer Persönlichkeiten im Kampf für soziale Gerechtigkeit und Chancengleichheit in den USA erzählt.

## Stipendien und Auszeichnungen
Su Friedrich wurde unter anderem der CalArts Alpert Award und der Peter S. Reed Lifetime Achievement Award 2000 verliehen. Für ihre Arbeiten erhielt sie Stipendien von der Rockefeller Foundation, der John Simon Guggenheim Memorial Foundation, dem New York State Council on the Arts (NYSCA), der New York Foundation for the Arts (NYFA) und dem Independent Television Service und der Jerome Foundation.

### Film-Auszeichnungen
- The Odds of Recovery: Bester Dokumentarfilm – Femmedia Award, Identities Film Festival 2003, Wien, Österreich.[24]

- Hide and Seek: Best Narrative Film Award beim Athens International Film & Video Festival; Outstanding Documentary Feature beim Outfest '97 in Los Angeles; Special Jury Award beim New York Gay & Lesbian Film Festival (Newfest); Juror's Choice Award beim Charlotte Film Festival.
- Sink or Swim: Grand Prix beim Melbourne Film Festival; Golden Gate Award beim San Francisco International Film Festival; Gold Juror's Choice Award beim Charlotte Film Festival; Special Jury Award beim Atlanta Film Festival; Best Experimental Film Award beim USA Short Film and Video Festival.
- Damned If You Don't: Best Experimental Film Award beim Athens Film Festival; Best Experimental Narrative Award beim Atlanta Film Festival.
- Cool Hands, Warm Heart: Special Merit Award beim Athens Film Festival.

## Filmographie
| Jahr | Titel                                    | Länge   | Format  | Farbe         | Ton   |
| ---- | ---------------------------------------- | ------- | ------- | ------------- | ----- |
| 1978 | Hot Water                                | 12min.  | Super 8 | s/w           | sound |
| 1979 | Cool Hands, Warm Heart                   | 16min.  | 16mm    | s/w           | still |
| 1979 | Scar Tissue                              | 6min.   | 16mm    | s/w           | still |
| 1981 | Gently Down the Stream                   | 14min.  | 16mm    | s/w           | still |
| 1982 | But No One                               | 9min.   | 16mm    | s/w           | still |
| 1985 | The Ties That Bind                       | 55min.  | 16mm    | s/w           | sound |
| 1987 | Damned If You Don't                      | 42min.  | 16mm    | s/w           | sound |
| 1990 | Sink or Swim                             | 48min.  | 16mm    | s/w           | sound |
| 1991 | First Comes Love                         | 22min.  | 16mm    | s/w           | sound |
| 1993 | Rules of the Road                        | 31min.  | 16mm    | Farbe         | sound |
| 1993 | Lesbian Avengers Eat Fire, Too           | 60min.  | video   | Farbe         | sound |
| 1996 | Hide and Seek                            | 65min.  | 16mm    | s/w           | sound |
| 2002 | The Odds of Recovery                     | 65min.  | 16mm    | Farbe         | sound |
| 2004 | The Head of a Pin                        | 21min.  | Video   | Farbe         | sound |
| 2005 | Seeing Red                               | 27min.  | Video   | Farbe         | sound |
| 2008 | From the Ground Up                       | 54min.  | Video   | Farbe         | sound |
| 2012 | Practice Makes Perfect                   | 12min.  | Video   | Farbe         | sound |
| 2012 | Gut Renovation                           | 81min.  | Video   | Farbe         | sound |
| 2013 | Queen Takes Pawn                         | 6.5min. | Video   | Farbe         | sound |
| 2016 | I Cannot Tell You How I Feel             | 42min.  | Video   | color         | sound |
| 2018 | Edited by: The Companion Film, version 1 | 76min.  | Video   | s/w und Farbe | sound |
| 2019 | Edited by: The Companion Film, version 2 | 113min. | Video   | s/w und Farbe | sound |
| 2020 | Cinetracts 5/10/20                       | 2min.   | Video   | Farbe         | sound |
| 2022 | Today                                    | 57min.  | Video   | Farbe         | sound |

## Inhalt einiger Filme

### Gently Down the Stream (Sanft den Bach runter)
Der Kurzfilm besteht aus Texten und abfotografierten Bildern, die vierzehn Träume von Friedrich aus acht Jahren Tagebüchern wiedergeben. Bilder von der Jungfrau Maria und von Christus, von einer Frau, die in einer Turnhalle auf einer Maschine rudert, einer anderen, die in einem Pool schwimmt, und einem Wasserkörper werden mit jeweils einem von Hand eingekratzten Wort kombiniert und ziehen das Publikum in Friedrichs Bewusstseinsfluss.

### The Ties That Bind (Fäden, die verbinden)
The Ties That Bind ist ein Dokumentarfilm über Su Friedrichs Mutter, die in Ulm, Deutschland, geboren wurde und in der Nazizeit aufwuchs. Im Mittelpunkt des Films steht die Erzählung der Mutter über ihre persönliche Geschichte in Deutschland, den Aufstieg des Nationalsozialismus, das Leben während des Krieges und den Tag, an dem der Krieg zu Ende war, in Form eines Interviews mit der Tochter/Regisseurin. Die Stimme der Mutter wird durch verschiedene Bilder und Filme illustriert, darunter auch Friedrichs Reise nach Deutschland, eine Szene von einer Anti-Atomkraft-Demo in New York sowie persönlichen Fotos der Mutter. Der Film knüpft Fäden zwischen Vergangenheit und Gegenwart, Mutter und Tochter.

### Damned If You Don’t (Verdammt, wenn du es nicht tust)
Damned If You Don't ist ein Film über Katholizismus und Lesbianismus, insbesondere über die Sexualität von Nonnen. Die Erzählung des Films hat drei Ebenen: eine junge Frau, die eine junge Nonne verführt; die Adaption von Powells und Pressburgers Film Black Narcissus (1947) über eine Nonne in einem Kloster im Himalaya; und die Lektüre von Judith C. Browns Immodest Acts: The Life of a Lesbian Nun in Renaissance Italy. Durch die vielschichtigen Erzählweisen entlarvt Damned If You Don't die im Melodram übliche Annahme, dass alles Begehren heterosexuell ist, und zeigt eine neue Richtung der Darstellung von weiblichem Begehren, Lust und Sexualität.

### Sink or Swim (Schwimmen oder Untergehen)
In sechsundzwanzig Kurzgeschichten beschreibt Sink or Swim Ereignisse in der Kindheit, die die Vorstellungen eines Mädchens über Vaterschaft, Familienbeziehungen, Arbeit und Spiel geprägt haben. Im Laufe der Geschichten entsteht ein zweifaches Porträt: das des Vaters, der sich mehr um seine Karriere als um seine Familie kümmerte, und das seiner Tochter, die von seinem Verhalten zutiefst betroffen war. Einen Kontrapunkt zu dem eindringlichen Text bilden sinnliche Schwarz-Weiß-Bilder, die außergewöhnliche wie auch gewöhnliche Ereignisse des täglichen Lebens zeigen.
2015 wählte die United States Library of Congress Sink or Swim zur Aufnahme ins Nationale Filmregister aus, weil er „kulturell, historisch oder ästhetisch bedeutsam“ sei.

### Hide and Seek (Verstecken und Suchen)
Hide and Seek ist eine Erkundung des lesbischen Erwachsenwerdens in den 1960er Jahren. Lou ist ein 12-jähriges Mädchen, das in einem Baumhaus träumt, versucht, keinen Aufklärungsfilm zu sehen, einen Steinwurfwettbewerb gewinnt und entsetzt feststellt, dass ihre beste Freundin sich für Ohrringe und Jungen interessiert. Verwoben mit Lous Geschichte sind die meist lustigen, manchmal schmerzhaften Erinnerungen erwachsener Lesben, die versuchen herauszufinden, wie sie jemals von dort nach hier gekommen sind. Abgerundet wird der Film durch Ausschnitte aus einer Vielzahl alter Wissenschafts- und Lehrfilme, die mit den Schwarz-Weiß-Bildern von Lous Welt vermischt sind.

### From the Ground Up (Von Grund auf neu)
Friedrich verendet in ihrer Arbeit persönliche Erzählungen, um ihre politischen Überzeugungen zu illustrieren. In ihrem neuen Film From the Ground Up folgt sie dem Weg des Kaffees von der Bohne bis zum gekauften Gebräu, um zu verstehen, wie eine Tasse Kaffee, die man gerade an der Schubkarre gekauft hat, nur fünfzig Cent kosten kann. Der Film beginnt bei den Bauern auf dem Land in Guatemala und folgt der Bohne vom Exporteur in Guatemala-Stadt über den Importeur in Charleston, SC, bis hin zum Röster in Queens, bevor er in einem Einkaufswagen in Manhattan landet. Statt einer traditionellen Sozialdokumentation drehte Friedrich einen Film, der ihre eigene Erfahrung widerspiegelt, die darin bestand, dass sie von dem unvorstellbaren Ausmaß und der Komplexität der Kaffeeindustrie und der oft zermürbenden körperlichen Arbeit, die nötig ist, um aus diesen Setzlingen schließlich eine Tasse Kaffee zu machen, überwältigt war. Während der Dreharbeiten wurde Friedrich zu einer Anhängerin der Fair-Trade-Bewegung und widmete ihren Film der Bewegung und den beteiligten Menschen.

### Gut Renovation (Darmsanierung)
Ein Dokumentarfilm über die Gentrifizierung von Williamsburg, Brooklyn, die zur Folge hatte, dass alteingesessene kleine Betriebe, Geschäfte und langjährige Bewohnerinnen und Bewohner vertrieben wurden.